# Otyń (gmina)
Otyń – gmina miejsko-wiejska w województwie lubuskim, w powiecie nowosolskim. W latach 1975–1998 gmina położona była w województwie zielonogórskim.
Siedziba gminy to miasto Otyń.
Według danych z 30 czerwca 2020 roku gmina liczyła 7028 mieszkańców.

## Ochrona przyrody
Na obszarze gminy znajdują się następujące rezerwaty przyrody:
- rezerwat przyrody Bażantarnia – chroni drzewostan naturalny, jako element wzbogacający różnorodność biologiczną w kompleksie gospodarczych lasów sosnowych;
- rezerwat przyrody Bukowa Góra – chroni fragment drzewostanu zbliżonego do naturalnego, porastającego strome zbocze krawędzi doliny Odry.

## Struktura powierzchni
Według danych z roku 2002 gmina Otyń ma obszar 91,64 km², w tym:
- użytki rolne: 45%
- użytki leśne: 44%

Gmina stanowi 11,89% powierzchni powiatu.

## Demografia

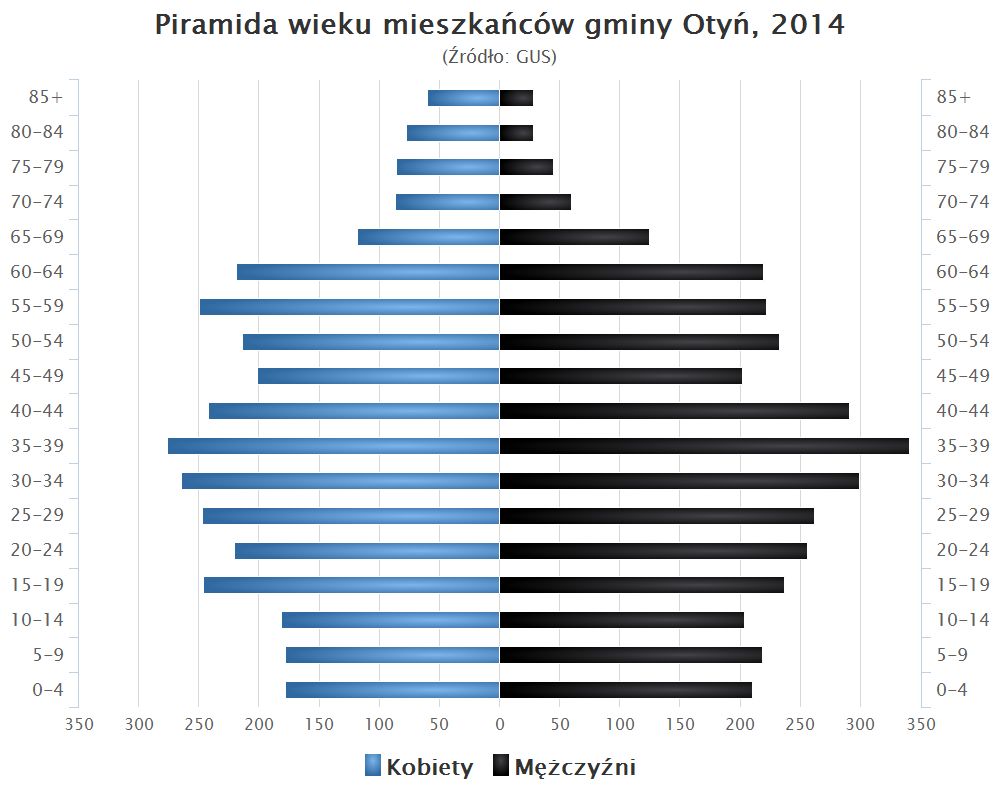
Piramida wieku mieszkańców gminy Otyń w 2014 roku

Dane z 31 grudnia 2010:
| Opis                              | Ogółem | Ogółem | Kobiety | Kobiety | Mężczyźni | Mężczyźni |
| --------------------------------- | ------ | ------ | ------- | ------- | --------- | --------- |
| Jednostka                         | osób   | %      | osób    | %       | osób      | %         |
| Populacja                         | 6803   | 100    | 3368    | 49,5    | 3435      | 50,5      |
| Gęstość zaludnienia [mieszk./km²] | 65,9   | 65,9   | 32,6    | 32,6    | 33,3      | 33,3      |

## Sołectwa
Bobrowniki, Konradowo, Ługi-Czasław, Modrzyca, Niedoradz, Zakęcie.

## Sąsiednie gminy
Bojadła, Kożuchów, Nowa Sól, Nowa Sól (miasto), Zabór, Zielona Góra